# Sven Roosen
Sven Roosen, né le 27 juillet 2001 à Eindhoven, est un athlète néerlandais spécialiste des épreuves combinées.

## Biographie
En 2021 à Tallinn, il se classe deuxième du décathlon des championnats d'Europe espoirs en réalisant pour la première fois un total supérieur à 8 000 points (8 056 pts). Il obtient la médaille de bronze lors de l'édition suivante, en 2023 à Espoo.
Roosen prend la 10e place des championnats d'Europe 2022 à Munich avec 8 021 pts.
En mai 2024, il termine deuxième du Meeting de Götzis derrière les Canadien Damian Warner et réalise les minimas de qualification pour les Jeux olympiques de 2024 avec 8 517 points,.
Aux Jeux olympiques de Paris, il termine au pied du podium, avec un total de 8 607 points, un record des Pays-Bas.

## Palmarès
| Date | Compétition                   | Lieu    | Résultat | Épreuve   | Performance |
| ---- | ----------------------------- | ------- | -------- | --------- | ----------- |
| 2021 | Championnats d'Europe espoirs | Tallinn | 2e       | Décathlon | 8 056 pts   |
| 2022 | Championnats d'Europe         | Munich  | 10e      | Décathlon | 8 021 pts   |
| 2023 | Championnats d'Europe espoirs | Espoo   | 3e       | Décathlon | 8 128 pts   |
| 2024 | Jeux olympiques               | Paris   | 4e       | Décathlon | 8 607 pts   |

## Records
| Épreuve   | Performance       | Lieu  | Date        |
| --------- | ----------------- | ----- | ----------- |
| Décathlon | 8 607 points (NR) | Paris | 3 août 2024 |